# Mali Pržnjak
Koordinati:   42°54′23″N, 16°41′18″E
Mali Pržnjak je majhen nenaseljen otoček v Jadranskem morju. Pripada Hrvaški.
Mali Pržnjak leži južno od Korčule, med otočkoma Trstenik in Veli Pržnjak, od katerega je oddaljen okoli 0,5 km. Njegova površina meri 0,097 km². Dolžina obalnega pasu je 1,12 km. Najvišji vrh na otočku je visok 21 mnm.